# Compton (cráter)

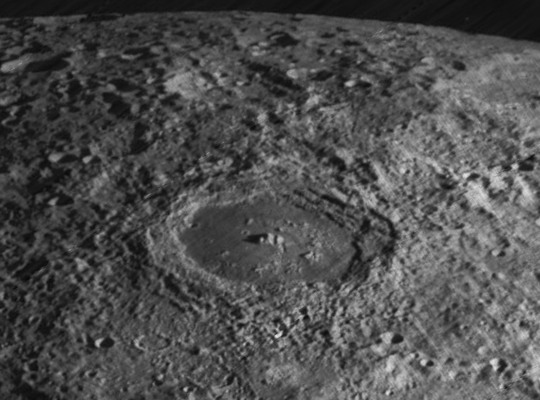
Fotografía de la misión Lunar Orbiter 4 (1967)

Compton es un prominente cráter de impacto que se encuentra en el hemisferio norte de la cara oculta de la Luna. Se encuentra al este del Mare Humboldtianum, y al suroeste de la llanura amurallado del cráter Schwarzschild. Al sureste de Compton se halla el cráter Swann, muy erosionado.
Esta formación es aproximadamente circular, con un amplio borde exterior, notablemente irregular y que varía considerablemente de ancho. Partes de la pared interna están aterrazadas, formando amplios escalones a lo largo del borde. El interior del cráter ha vuelto a formarse por el flujo de lava presente en algún momento del pasado. Esta superficie tiene un albedo más bajo que el entorno, lo que supone una tonalidad ligeramente más oscura.
En el punto medio de la planta aparece una formación de montes que componen el pico central. Este pico está rodeado por un anillo semicircular de colinas que se encuentran en el lado centro-oeste del interior del cráter, formando elevaciones irregulares a través de la superficie cubierta de lava distribuidas de forma anárquica.
El interior también contiene un conjunto de rimas delgadas dentro del anillo de colinas, sobre todo en la parte del noroeste del suelo del cráter. Aparte de un pequeño cráter en forma de cuenco cerca del borde oriental, el fondo sólo contiene unos pocos cráteres minúsculos.

## Cráteres satélite
Por convención estos elementos son identificados en los mapas lunares poniendo la letra en el lado del punto medio del cráter que está más cerca de Compton.
| |                                |          |
| \| Compton \| Coordenadas \| Diámetro \| \| ------- \| ------------------------------ \| -------- \| \| E \| 55°24′N 113°24′E / 55.4, 113.4 \| 19 km \| \| R \| 52°36′N 91°30′E / 52.6, 91.5 \| 37 km \| \| W \| 58°36′N 97°12′E / 58.6, 97.2 \| 16 km \| |                                |          |
| Compton | Coordenadas                    | Diámetro |
| E | 55°24′N 113°24′E / 55.4, 113.4 | 19 km    |
| R | 52°36′N 91°30′E / 52.6, 91.5   | 37 km    |
| W | 58°36′N 97°12′E / 58.6, 97.2   | 16 km    |